# سردخانه (بیرجند)
سردخانه یک منطقه مسکونی در ایران است که در دهستان باقران شهرستان بیرجند واقع شده‌ است. که بر پایه سرشماری عمومی نفوس و مسکن  در سال ۱۳۹۵ خالی از سکنه اعلام شده‌است.